# I Gobierno de Francisco Martínez de la Rosa
El primer Gobierno de Francisco Martínez de la Rosa tuvo lugar entre el 28 de febrero y el 11 de julio de 1822, durante el reinado de Fernando VII, en el periodo del Trienio Liberal, tras las segundas elecciones a Cortes. Su orientación era "doceañista", opuesta a la orientación "exaltada" de la mayoría de las Cortes.
Sus componentes, además de Francisco Martínez de la Rosa, fueron:
- Gracia y Justicia, Nicolás María Garelly.
- Guerra, Luis Balanzat, sustituido interinamente por Jerónimo Lobo y Felipe Sierra Pambley desde el 6 y el 7 de julio respectivamente.
- Marina, Jacinto Romarate.
- Hacienda, Felipe Sierra Pambley.
- Gobernación del Interior, José María Moscoso, sustituido interinamente por Joaquín Fondevilla y Diego Clemencín desde el 7 y el 8 de julio respectivamente.
- Gobernación de Ultramar, Manuel de la Bodega, sustituido por Diego Clemencín desde el 13 de marzo.